# Chobanidi
I Chobanidi (in turco : Çobanoğulları o Çobanoğulları Beyliği) erano la dinastia regnante dei beilicati anatolici che controllavano la città e la regione di Kastamonu nel XIII secolo.

## Storia
Il fondatore della dinastia fu Hüsamettin Çoban, un eminente statista Kayı e comandante dei sultani del Rum durante i regni di Kaykaus I e del suo successore Kayqubad I. Nei primi decenni del XIII secolo, Hüsamettin Çoban fu uno dei comandanti delle incursioni che estesero il territorio di Seljuq nell'Anatolia settentrionale a spese dell'Impero bizantino di Trebisonda. Di conseguenza, aveva acquisito Kastamonu come feudo. Tra il 1224 e il 1227, guidò anche l'esercito e la flotta selgiuchide che salpò da Sinope e conquistò e fortificò la città di Sudak in Crimea.
Dopo la morte di Hüsamettin Çoban, i suoi possedimenti ereditari centrati a Kastamonu furono governati rispettivamente da suo figlio e nipote, Alp Yürek e Yavlak Arslan. Fino agli ultimi anni del regno di Yavlak Arslan, i bey Chobanidi perseguirono una prudente politica di fedeltà verso i mongoli che avevano stabilito la loro egemonia sull'Anatolia in seguito alla battaglia di Köse Dag. Una ribellione alla fine di Yavlak Arslan portò alla sua morte in battaglia prima di Kastamonu contro le forze selgiuchide-mongole combinate, e la regione fu affidata al comandante selgiuchide Şemseddin Yaman Candar Bey, i cui discendenti avrebbero fondato il Beilicato di Candar nella stessa regione.
Yaman Candar fu momentaneamente espulso dalla regione dal figlio di Yavlak Arslan, Çobanoğlu Mahmud Bey, che organizzò anche ulteriori incursioni nel territorio bizantino per estendere il suo dominio. Tuttavia nel 1309, quest'ultimo bey dei Chobanidi cadde vittima di un'imboscata del figlio di Yaman Candar, Candaroğlu Süleyman Pasha, e la regione di Kastamonu fu nuovamente annessa al Beilicato di Candar.
La dinastia chobanide ha lasciato importanti opere di architettura a Kastamonu e dintorni. Gli ottomani erano vassalli tra il 1281 e il 1299 ma dichiararono l'indipendenza dopo che Yavlak Arslan smise di razziare i bizantini nel 1299.

## Elenco dei governanti
1. Hüsamettin Çoban (dal 1227)
2. Alp Yürek († 1280)
3. Muzafferuddin Yavlak Arslan (1280-1292)
4. Çobanoğlu Mahmud Bey (1292-1309)